# Thailand Ladies Open
Het Thailand Ladies Open is een golftoernooi voor professional speelsters. Sinds 2006 maakte het deel uit van de Ladies Asian Golf Tour. Bijna ieder jaar worden ook enkele amateurs uitgenodigd, drie van hen wisten het toernooi te winnen.
In 2005 telde het toernooi eenmalig ook mee voor de Europese Tour en bestond het toernooi uit 72 holes.

In 2011 won de 19-jarige Tanaporn Kongkiatkrai het toernooi na een 9-holes play-off tegen de Koreaanse A-ram Cho. Ze was de derde Thaise winnares van het Thailand Open.
In 2013 won amateur Sherman Santiwiwatthanaphong het Open op haar 17-de verjaardag.
| Jaar                                     | Baan                                  | Winnares                          | Score         | Score         | Prijzengeld   |
| ---------------------------------------- | ------------------------------------- | --------------------------------- | ------------- | ------------- | ------------- |
| 1987                                     | Muang-Ake G.C.                        | Beverly New                       | 70-75-78      | 223           | US$ 30.000    |
| 1988                                     | Navatanee G.C.                        | Karen Lunn                        | 69-70-70      | 209           | US$ 50.000    |
| 1989                                     | Green Valley C.C.                     | Deborah Dowling                   | 76-75-68      | 219           | US$ 50.000    |
| 1990                                     | Green Valley C.C.                     | Corinne Dibnah                    | 71-77-70      | 218           | US$ 60.000    |
| 1991                                     | Pinehurst Golf & Country Club         | Mardi Lunn                        | 70-75-69      | 214           | US$ 80.000    |
| 1992                                     | Phuket Country Club                   | Hitomi Notsu                      | 75-72-67      | 214           | US$ 90.000    |
| 1993                                     | Panya Resort G.C.                     | Laura Davies                      | 68-71-74      | 213           | US$ 100.000   |
| 1994                                     | Thana City Golf & C.C.                | Laura Davies                      | 66-70-70      | 206           | US$ 90.000    |
| 1995                                     | Thana City Golf & C.C.                | Liz Earley                        | 69-75-70      | 214           | US$ 110.000   |
| 1996                                     | President C.C.                        | Shelly Rule                       | 76-70-70      | 216           | US$ 110.000   |
| 1997                                     | Natural Park Hill G.C.                | Sofie Gustafson                   | 72-72-70      | 214           | US$ 110.000   |
| 1998                                     | Panya Park G.C.                       | Connie Y.J.Wel (Am)               | 74-72-70      | 216           | US$ 100.000   |
| 1999                                     | Bangkok G.C.                          | Tai Yu Chuan                      | 72-68-70      | 210           | US$ 90.000    |
| 2000                                     | Bangkok G.C.                          | Kang Soo Yun                      | 69-72-70      | 211           | US$ 100.000   |
| 2001                                     | Bangkok G.C.                          | Naree Wongluekiet (Am)            | 71-69-71      | 211           | US$ 120.000   |
| 2002                                     | Bangkok G.C.                          | Nicole Jeray                      | 68-68-71      | 207           | US$ 120.000   |
| 2003                                     | Chiangmai-Lumphun G.C.                | Atsuko Ueno                       | 66-71-79      | 216           | US$ 110.000   |
| 2004                                     | niet gespeeld                         | niet gespeeld                     | niet gespeeld | niet gespeeld | niet gespeeld |
| 2005                                     | Alpine Golf Club                      | Shani Waugh                       | 67-71-71-73   | 282           | US$ 330.000   |
| 2006                                     | Pattana Sports Club                   | Park Hee Young                    | 68-69-72      | 209           | US$ 100.000   |
| 2007                                     | Green Valley CC                       | Shin Ji Yai                       | 67-72-67      | 206           | US$ 100.000   |
| 2008                                     | The Vintage Club                      | Pornanong Phatlum                 | 65-73-70      | 208           | US$ 120.000   |
| 2009                                     | The Vintage Club                      | Onnarin Sattayabanphot po         |               | 211           | US$ 120.000   |
| 2010                                     | The Vintage Club                      | Jung Min Lee                      | 71-69-71      | 211           | US$ 135.000   |
| 2011                                     |                                       | Tanaporn Kongkiatkrai             |               | 208           |               |
| 2012                                     | Bangkok                               | Nontaya Srisawang                 | 71-71-65      | 207           |               |
| PTT Global Chemical Thailand Ladies Open |                                       |                                   |               |               |               |
| 2013                                     | Siam Country Club (Plantation Course) | Sherman Santiwiwatthanaphong (Am) | ?-?-68        |               |               |
| 2014                                     |                                       |                                   |               |               |               |

Zie ook het Thailand Open van de Aziatische PGA Tour.